# میرزاجعفر
میرزاجعفر یا هاجر روستایی در دهستان تنگ چنار بخش مرکزی شهرستان مهریز استان یزد ایران است.

## جمعیت
بر پایه سرشماری عمومی نفوس و مسکن در سال ۱۳۹۵ جمعیت این روستا ۸۸ نفر (۳۰خانوار) بوده‌است.